# THE DANCE DAY
『THE DANCE DAY』（ザダンスデイ）は、2022年より開催されているダンス大会である。毎年5月に決勝大会が行われ、その模様は日本テレビ系列で放送される。

## 大会の流れ
第2回（2023年）までは高校生以上のみ出場可能だったが、第3回（2024年）からは年齢制限が撤廃されている。また、チームの人数は20人以下、各ダンスの制限時間は1分30秒以内と定められている。

### 1次予選
1次予選は動画審査となり、参加者は一切公表されず、その結果や2次予選の詳細も1次予選を通過したチームにしか通知されない。

### 2次予選
2次予選は第1回（2022年）と第2回（2023年）以降で多少ルールが異なっている。
第1回（2022年）では3月19日に『THE DANCE DAY 関東大会』（15:30 - 17:00、関東ローカル）が開催され、関東圏在住の9チームが参加し、そのうち上位3チームが決勝大会に進出した。他のチームは8週にかけての動画審査となり、『ZIP!』内にて月曜日〜木曜日にかけて1チームずつ紹介され、金曜日にそれらの中から決勝大会に進出する1チームを決定した。さらに2次予選全日程の敗退者のうち5チームが「ワイルドカード枠」に選ばれ、計16チームがファイナリストとなった。
第2回（2023年）以降は動画審査のみとなり、『ZIP!』内にて月曜日〜木曜日にかけて2チームずつ紹介され、金曜日に8チームの中から決勝進出者を2チームずつ決めていく。審査は5週にわたって行われ、番組内で選ばれた10チームに前回優勝チーム、大会特別推薦枠1チーム、ワイルドカード枠2チームを加えた、計14チームが決勝大会に進出する。第4回（2025年）では前回優勝チームが不参加であることに加え、大会特別推薦枠も設けられず、ワイルドカード枠が4チームに増加した。

### 決勝大会
決勝大会は5月に開催され、「FIRST ROUND」と「FINAL ROUND」の2ステージ制で行われる。第2回（2023年）までは生放送で行われていたが、第3回（2024年）からは事前収録となっている。
FIRST ROUNDの出番順は当日にくじ引きで決定される。各チームのダンス終了後、7 - 8名の審査員が100点満点で採点し、上位5チーム（第1回）または7チーム（第2回以降）がFINAL ROUNDに進出する。また、2チームが同点で並んだ場合は、高得点をつけた審査員が多いチームを上位として扱う（順位の表記は同率のまま）。
FINAL ROUNDではFIRST ROUNDの順位が低かった方からダンスを披露することになる。全チームのダンス終了後、審査員は最も良かったと思った1組に投票する。最も多くの票を獲得したチームが優勝となり、賞金1000万円を獲得する。なお、複数チームが最多票で並んだ場合の措置は、現時点で発生していないため不明。

## 出演者

### MC
- 井上芳雄
- 水卜麻美

### 審査員
| 回 | 審査員   | 審査員   | 審査員   | 特別審査員 | 審査員             | 審査員     | 審査員     | 審査員 |
| -- | -------- | -------- | -------- | ---------- | ------------------ | ---------- | ---------- | ------ |
| 1  | SKY-HI   | TAKAHIRO | 倖田來未 | YOSHIKI    | KENZO              | kazuki     | 仲宗根梨乃 |        |
| 2  | SKY-HI   | TAKAHIRO | kazuki   | YOSHIKI    | トラヴィス・ペイン | 仲宗根梨乃 | KENZO      |        |
| 3  | TAKAHIRO | RIEHATA  | ユンホ   | YOSHIKI    | 仲宗根梨乃         | KATSU ONE  | shoji      |        |
| 4  | TAKAHIRO | kazuki   | ユンホ   | YOSHIKI    | トラヴィス・ペイン | 仲宗根梨乃 | AMI        | KENZO  |

## 日程
| 回 | 応募期間                       | 2次予選                               | 決勝大会 | 決勝大会 | 決勝大会             |
| 回 | 応募期間                       | 2次予選                               | 開催日   | 放送日   | 会場                 |
| -- | ------------------------------ | ------------------------------------- | -------- | -------- | -------------------- |
| 1  | 2022年1月12日 - 2月13日        | 3月19日（関東大会） 3月21日 - 5月13日 | 5月18日  | 5月18日  | 幕張イベントホール   |
| 2  | 2022年11月20日 - 2023年1月20日 | 3月27日 - 4月28日                     | 5月6日   | 5月6日   | 立川ステージガーデン |
| 3  | 2023年11月3日 - 2024年2月2日   | 4月15日 - 5月16日                     | 5月25日  | 5月27日  | TOKYO DOME CITY HALL |
| 4  | 2024年11月8日 - 2025年1月31日  | 4月14日 - 5月15日                     | 5月17日  | 5月20日  | TOKYO DOME CITY HALL |